# Бяла (приток Особлоги)
Бя́ла (пол. Biała) — река в Польше, левый приток нижней Особлоги, протекает по территории гмин Прудник, Любжа, Бяла и Стшелечки в Прудницком и Крапковицком поветах Опольского воеводства на юге страны.
Длина реки составляет 37,2 км, площадь водосборного бассейна — 359,3 км².
Бяла один из основных притоков Особлоги. Начинается на высоте 265 м над уровнем моря около села Чижовице. В верхней половине течёт в основном на северо-восток, в нижней — на восток. Впадает в Особлогу на высоте 164 м над уровнем моря около села Добра. В нижней половине Бялу пересекают воеводские автодороги 407, 414 и 409.
Притоки (от устья): Млынувка, Жимковицки-Рув, Смольник, Смицки-Поток, Псинец.
Населённые пункты на реке (от истока): Чижовице, Пренжинка, Пренжина, Бяла, Лигота-Бяльска, Радостыня, Мокра, Бжезница, Лончник, Рацлавицки, Стшелечки, Добра.